# کلودیا رایکلر
کلودیا رایکلر (انگلیسی: Claudia Reichler؛ زادهٔ ۱۰ اکتبر ۱۹۶۳) بازیکن فوتبال اهل آلمان است.
وی همچنین در تیم ملی فوتبال زنان آلمان بازی کرده‌است.